# Okręgowe rozgrywki w piłce nożnej woj. rzeszowskiego (1964/1965)
Okręgowe rozgrywki w piłce nożnej województwa rzeszowskiego w sezonie 1964/1965.

OZPN Rzeszów

## Klasa A
| Poz. | Klub               | M  | Pkt. | Mecze | Mecze | Mecze | Bramki | Bramki |
| Poz. | Klub               | M  | Pkt. | zwy.  | rem.  | por.  | zdob.  | stra.  |
| ---- | ------------------ | -- | ---- | ----- | ----- | ----- | ------ | ------ |
| 1    | Siarka Tarnobrzeg  | 28 | 45   |       |       |       | 86     | 24     |
| 2    | Orzeł Przeworsk    | 28 | 41   |       |       |       | 69     | 30     |
| 3    | Stal Sanok         | 28 | 40   |       |       |       | 84     | 29     |
| 4    | Start Rymanów      | 28 | 38   |       |       |       | 90     | 44     |
| 5    | Unia Nowa Sarzyna  | 28 | 33   |       |       |       | 60     | 33     |
| 6    | Zenit Nisko        | 28 | 29   |       |       |       | 58     | 52     |
| 7    | Orzeł Rudnik       | 28 | 29   |       |       |       | 49     | 53     |
| 8    | Polna Przemyśl     | 28 | 29   |       |       |       | 36     | 40     |
| 9    | Karpaty Ib Krosno  | 28 | 25   |       |       |       | 61     | 63     |
| 10   | Bieszczady Rzeszów | 28 | 25   |       |       |       | 54     | 71     |
| 11   | LZS Przybyszówka   | 28 | 22   |       |       |       | 39     | 76     |
| 12   | Grunwald Rzeszów   | 28 | 20   |       |       |       | 39     | 57     |
| 13   | Wisłoka Ib Dębica  | 28 | 18   |       |       |       | 33     | 75     |
| 14   | Nafta Jasło        | 28 | 14   |       |       |       | 43     | 102    |
| 15   | Stal Nowa Dęba     | 28 | 12   |       |       |       | 33     | 82     |

| Legenda:                |
| awans do ligi okręgowej |
| degradacja do klasy B   |

- Do wyższej klasy ligowej (III liga 1965/1966) awansowały dwa pierwsze zespoły, a do niższej klasy rozgrywkowej (klasa B) zostały zdegradowane cztery ostatnie drużyny[1]. Istniała możliwość awansu do III ligi także trzeciej drużyny w tabeli (Stal Sanok), co nie zostało wykluczone wskutek nieuzyskania awansu Karpat Krosno po sezonie III ligi 1964/1965 w eliminacjach do II ligi.